# Emil Stehle

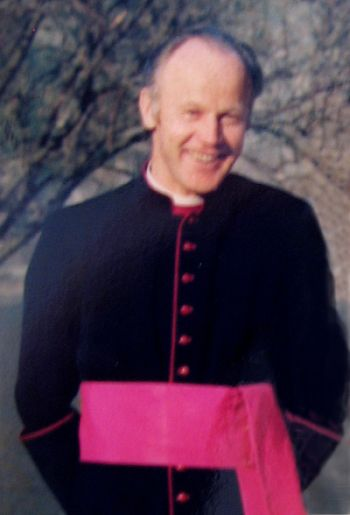
Emil Stehle, 1977

Emil Lorenz Stehle (italienisch Emilio Lorenzo Stehle; * 3. September 1926 in Mühlhausen; † 16. Mai 2017 in Konstanz) war ein deutscher römisch-katholischer Geistlicher. Von 1977 bis 1984 war er Hauptgeschäftsführer von Adveniat und gleichzeitig Leiter der westdeutschen Koordinationsstelle Fidei Donum zum Einsatz von deutschen Priestern in Lateinamerika. Bis zu seiner Emeritierung im Jahre 2002 war Stehle der erste Bischof der 1987 gegründeten Diözese Santo Domingo de los Colorados mit Sitz in der ecuadorianischen Stadt Santo Domingo de los Colorados.
Im Jahre 1976 setzte er sich für die Verhinderung von Ermittlungen gegen einen des sexuellen Missbrauchs verdächtigten Priester ein, und als Bischof half er des Missbrauchs angeklagten Priestern, der Strafverfolgung zu entkommen. Er selbst verhielt sich in mehreren Fällen wiederholt sexuell grenzverletzend gegenüber Mitarbeiterinnen. Im Jahre 1994 wurde er für den Friedensnobelpreis vorgeschlagen, den dann Jassir Arafat, Shimon Peres und Jitzchak Rabin erhielten.

## Leben
Emil Stehle wurde in Mühlhausen (heute Ortsteil von Herdwangen-Schönach nahe dem Bodensee) als achtes von neun Kindern einer Bauernfamilie geboren. Mit Notabitur wurde Stehle als Frontsoldat im Zweiten Weltkrieg eingesetzt. Als Kriegsgefangener war Emil Stehle Seminarist im sogenannten Stacheldrahtseminar von Chartres, welches zwischen 1945 und 1947 von Abbé Franz Stock als Regens geleitet wurde. Sein Theologiestudium beendete er an der Universität Freiburg. Nach dem Empfang der Priesterweihe am 24. Juni 1951 im Freiburger Münster, war er zunächst als Priester im Erzbistum Freiburg tätig, unter anderem von 1953 bis 1955 als Kaplan in Waibstadt und zuletzt in Dossenheim.
Im Jahre 1957 wurde er Auslandsseelsorger in Bogotá in Kolumbien und war Pfarrer für die deutschsprachigen Katholiken in Kolumbien und Panama. In Bogotá baute er das Pfarrzentrum der katholischen deutschsprachigen Pfarrgemeinde St. Michael mit einem Kindergarten und einer Kirche, die gleichzeitig Pfarrkirche der kolumbianischen Pfarrei Santos Ángeles Custodios wurde, auf. Parallel engagierte er sich seit 1969 als Berater für Adveniat. Von 1977 bis 1988 war er Geschäftsführer dieses bischöflichen Hilfswerks mit Sitz in Essen. Er arbeitete daher mit dessen Vorsitzendem Franz Hengsbach, Bischof von Essen, eng zusammen. Während seiner Tätigkeit hatte Stehle intensiven Kontakt zu allen Bischofskonferenzen Lateinamerikas.
Am 16. Juli 1983 wurde er von Papst Johannes Paul II. zum Titularbischof von Heraclea und zum Weihbischof im Erzbistum Quito ernannt. Die Bischofsweihe spendete ihm Sebastiano Baggio, Kardinalpräfekt der Kongregation für die Bischöfe, am 25. September desselben Jahres in Rom; Mitkonsekratoren waren der Erzbischof von Quito, Pablo Kardinal Muñoz Vega, und der Bischof von Essen, Franz Hengsbach.
Am 5. Januar 1987 wurde er von Papst Johannes Paul II. zum ersten Bischof der mit gleichem Datum gegründeten ecuadorianischen Diözese Santo Domingo de los Colorados ernannt. Auf seine Initiative hin wurden in den etwa 40 Pfarreien zahlreiche Kirchen und Kapellen, Schwesternhäuser, Schulungszentren, Schulen, ein Lehrerseminar, eine Universität, Waisenhäuser, ein Dorf für Straßenjungen, das erste Altersheim der ganzen Region, eine Sozialstation für unterernährte Mütter und Kinder sowie eine Sozialstation für behinderte Kinder realisiert.
Am 11. Mai 2002 nahm Papst Johannes Paul II. seinen altersbedingten Rücktritt an. Bischof Stehle hatte seinen Ruhesitz in Konstanz. Er war bis 2006 weiterhin als Firmbischof, Priester und Referent sowie als Zelebrant in St. Stephan, der ältesten Pfarrkirche in Konstanz, tätig.
Emil Stehle war Ehrenmitglied der 1610 gegründeten Marianischen Männerkongregation Mariä Verkündigung am Bürgersaal zu München. Emil Stehle wurde 1950 Mitglied der katholischen Studentenverbindung Bavaria Freiburg im KV. Er war seit 2003 bis zu seinem Tode Ehrenmitglied der katholischen Studentenverbindung K.D.St.V. Bodensee Konstanz im CV. Aus seiner Essener Zeit war er als aktiver und erfolgreicher Freizeitsportler (Squash) bekannt; er erwarb regelmäßig das goldene Sportabzeichen.
Emil Stehle starb nach langer, schwerer Krankheit und wurde am 26. Mai 2017 in Herdwangen bestattet.

## Wirken als Vermittler in politischen Konflikten in Lateinamerika
Von 1983 bis zum Friedensabkommen 1992 war Bischof Stehle zusammen mit dem Erzbischof von San Salvador Arturo Rivera y Damas (SDB) aktiv an Vermittlungen zur Beendigung des Bürgerkrieges mit der Guerilla-Organisation FMLN beteiligt. Dafür wurde er zusammen mit Bischof Rivera 1994 für den Friedensnobelpreis vorgeschlagen.
Wegen der Verdienste um den Friedensprozess in El Salvador und wegen der Befreiung von sieben deutschen Aufbauhelfern in Nicaragua erhielt er 1986 das Große Verdienstkreuz des Verdienstordens der Bundesrepublik Deutschland.
Im Mai 1990 erhielt Bischof Stehle ein Einreiseverbot für Kolumbien, da er entgegen dem dort geltenden Recht an Verhandlungen zur Beendigung von Entführungen teilgenommen habe. Im Jahre 2002 entging Bischof Stehle nur knapp einer Entführung.
Er war befreundet mit dem Geistlichen und späteren Guerilla-Führer Camilo Torres. Stehle war Südamerika-Vertrauter von Papst Johannes Paul II.

## Fluchthelfer, sexueller Missbrauch und Vertuschung
Einer im September 2021 veröffentlichten Studie über sexualisierte Gewalt im Bistum Hildesheim in den Jahren 1957 bis 1982 zufolge, die von Bischof Heiner Wilmer in Auftrag gegeben worden war, hat Stehle als Leiter einer Koordinierungsstelle für deutsche Priester in Lateinamerika auf Veranlassung des damaligen Hildesheimer Bischofs Heinrich Maria Janssen den Namen eines Priesters aus den von ihm geführten Listen deutscher Geistlicher getilgt, der vor der deutschen Polizei nach Paraguay geflohen war, weil er des sexuellen Missbrauchs von Kindern beschuldigt wurde; Stehle habe zudem dafür gesorgt, dass der Priester über das Konto eines Strohmannes eine Zuwendung der Deutschen Bischofskonferenz von 200 Mark monatlich bekommen habe. Die Beteiligung Stehles an der Vertuschung und Identitätsfälschung trug dazu bei, dass der Täter nicht zur Rechenschaft gezogen werden konnte, wie Adveniat mitteilte. Das Hilfswerk bedauerte zutiefst, dass dadurch das Leid der Opfer noch vergrößert wurde.
Medienrecherchen zufolge half Stehle auch Priestern aus anderen Ländern dabei, der Strafverfolgung zu entkommen, indem er ihnen in seinem Bistum in Santo Domingo de los Colorados Unterschlupf gewährte. Darunter u. a. ein spanischer Priester, den er zu seinem persönlichen Sekretär ernannte, sowie Herbert Grundberger, Gründer der Gemeinschaft Communitas Agnus Dei. Diese Gemeinschaft wurde von Bertram Víctor Wick Enzler, einem der Nachfolger Stehles im Amt, 2018 aufgelöst, und Grundberger musste Ecuador verlassen.
Wie die Obfrau der für die Hildesheimer Studie verantwortlichen unabhängigen Expertengruppe, Antje Niewisch-Lennartz, in einem offenen Brief an den Vorsitzenden der Deutschen Bischofskonferenz, Georg Bätzing, im Dezember 2021 öffentlich machte, bestehen auch gegen Stehle selbst ernstzunehmende Vorwürfe des sexuellen Missbrauchs. Zudem sollen mehrfach im Rahmen von Fidei Donum Priester, die in Deutschland nicht mehr tragbar gewesen waren, in Lateinamerika eingesetzt worden und Verdeckungshandlungen zugunsten beschuldigter Priester in anhängigen Strafverfahren vorgenommen worden sein. Aufgrund der Vorwürfe planten das Hilfswerk Adveniat und die Deutsche Bischofskonferenz jeweils unabhängige Untersuchungen.
Im August 2022 veröffentlichten die Deutsche Bischofskonferenz und Adveniat die Ergebnisse der unabhängigen Untersuchungen der Akten der Auslandspriester-Koordinationsstelle Fidei Donum. Diese bestätigten die Vorwürfe; Stehle habe in mehreren Fällen durch Namenscodierungen, Tarnadressen und Unterhaltshilfen dafür gesorgt, dass wegen Sexualdelikten in Deutschland angeklagte Priester verdeckt in Lateinamerika bleiben konnten. Zudem habe Stehle selbst häufig vor allem jüngere, zum Teil noch minderjährige Mitarbeiterinnen sexuell bedrängt, oft unter Zuhilfenahme von Alkohol und im Schutz der selbstverständlichen Annahme, dass sein priesterlicher Stand und seine Position ihn ungestraft handeln lassen würden. Eine der Betroffenen war möglicherweise von Stehle selbst gezeugt worden. Schon 2003 oder 2004 seien Meldungen wegen Übergriffen bei der Deutschen Bischofskonferenz und 2005 bei Stehles Heimatdiözese, dem Erzbistum Freiburg, eingegangen. Stehle, der nach seiner Emeritierung als Diözesanbischof nach Deutschland zurückgekehrt war, wurden zuletzt Tätigkeiten im Namen der Erzdiözese untersagt. Seine Nachrufe kirchlicher Stellen nach seinem Tod im Jahr 2017 vermittelten jedoch ein davon ungetrübtes Bild.

## Ehrungen und Auszeichnungen
- Verdienstkreuz 1. Klasse des Verdienstordens der Bundesrepublik Deutschland (1972)
- Großes Verdienstkreuz des Verdienstordens der Bundesrepublik Deutschland für seine Bemühungen um den Friedensprozess in Nicaragua (1986)
- Ehrendoktorwürde der Universidad Tecnológica Equinoccial UTE in Quito (1992)
- Ehrendoktorwürde der Universidad Andina in Ambato (1992)
- Verdienstorden von Ecuador für seine Aufbauarbeit der Diözese Santo Domingo de los Colorados (2000)
- Ehrendoktorwürde der Theologischen Fakultät Paderborn (2000)
- Ehrenbürger der Gemeinde Herdwangen-Schönach am 1. Juli 2001
- Medalla de Oro de Santo Toribio de Mogrovejo (Peru, 2002)
- Verdienstorden des Landes Baden-Württemberg (2004)[18]
- Umbenennung der Hauptstraße „Avenida al Búa llevará“ in Santo Domingo in „Avenida al Monseñor Emilio Lorenzo Stehle“ (2012)[19]
- Verleihung der Ehrenbürgerwürde von Santo Domingo de los Colorados (2012)[20]
- An seinem 86. Geburtstag, dem 3. September 2012, wurde in Santo Domingo eine Statue Emil Stehles enthüllt.[21][22][23]

## Stiftung Bischof Emil Stehle
Im Jahre 2009 wurde die Stiftung Bischof Emil Stehle ins Leben gerufen. Sie beschäftigt sich mit Straßenkinderheimen, Schulmaterial für Kinder, Alten- und Pflegeheime in den Armenvierteln. 2022 teilte der Stiftungsvorstand mit, dass die Stiftung in Zukunft den neuen Namen Brücke nach Ecuador – Caritative Stiftung seit 2007 bekommen und so Konsequenzen aus der Hildesheimer Missbrauchsstudie gezogen werden sollen.

## Schriften
- Indio–Latein Amerika. Skizzen für Ansprachen und Betrachtungen. Bogota 1971.
- Der Weg der Gewalt. Camilo Torres. Paul Pattloch Verlag, Aschaffenburg 1973, ISBN 3-557-91117-9.
- Zeugen des Glaubens in Lateinamerika. Von der Entdeckung bis zur Gegenwart. Matthias-Grünewald-Verlag, Mainz 1980, ISBN 3-7867-0835-5.
- Die Zivilisation der Liebe. Von Rom nach Puebla – Anmerkungen zu den lateinamerikanischen Bischofsversammlungen. Bischöfliche Aktion Adveniat, Essen 1980.
- Sie verteidigten die Menschenwürde. Zeugen des Glaubens in Lateinamerika. Matthias-Grünewald-Verlag, Mainz 1982, ISBN 3-7867-1009-0.
- Der Papst im Feuerofen. Johannes Paul II. in Zentralamerika. Bischöfliche Aktion Adveniat Essen 1983.
- als Herausgeber: Du, unsere Befreiung. Lateinamerikanische Gebete. Herder Verlag, Freiburg im Breisgau 1986, ISBN 3-451-20708-7.
- als Herausgeber: Óscar Romero: In meiner Bedrängnis. Tagebuch eines Märtyrerbischofs. Herder Verlag, Freiburg im Breisgau 1993, ISBN 3-451-23095-X.